# Boeing 757
Boeing 757 je srednje veliko ozkotrupno dvomotorno letalo ameriškega proizvajalca Boeing. Letalo je bilo v produkciji od leta 1981 do 2004. Je največje ozkotrupno letalo na svetu. V načrtovanju so uporabili superkritično krilo; turboventilatorske motorje, konvencionalni rep in dvočlansko posadko s stekleno pilotsko kabino. Lahko prevaža od 200 do 289 potnikov, odvisno od konfiguracije. Dolet se giblje od 5800 do 7600 kilometrov. Letalo je bilo oblikovano skupaj s precej večjim širokotrupnim Boeingom 767. Letalo je bilo izdelano v manjši izvedbo 757-200 in večji -300, ki je prvič poletela leta 1999, vendar zbrala zelo malo naročil. Letalo ima dve opciji motorjev, dvogredni PW2000 ali pa trigredni Rolls Roycev RB211. General Electric je na začetku ponudil manjšo verzijo motorja CF6, vendar kasneje odstopil. Povečanje dosega ETOPS za dvomotorna letala je omogočilo tudi čezatlantske polete. Letalo je bilo vpleteno v osem nesreč, od katerih je bilo 7 s smrtnim izidom. Sicer velja za zelo varno letalo. 
Boeing 757 je bil načrtovan kot sposobnejše in varčnejše nadomestilo za trimotorni Boeing 727, zaradi visokih cen goriva po Yom Kippurski vojni leta 1973. Letalo lahko vzleta tudi s t. i. "Hot&High" letališč, to pomeni z letališč z visoko nadmorsko višino in toplim podnebjem. 
Boeing 757 izdelujejo v obratih v Rentonu, zvežni državi Washington, kje proizvajajo tudi drugo ozkotrupno letalo Boeing 737
Podobni letali sta Airbus A321 in Tupoljev Tu-204. Verzija letala C-32 sa uporablja za VIP transport vojaških pomembnežev.

## Tehnične specifikacije
|                                                                       | 757-200                                                                                           | 757-200PF                                                                                         | 757-300                                                                                           |
| --------------------------------------------------------------------- | ------------------------------------------------------------------------------------------------- | ------------------------------------------------------------------------------------------------- | ------------------------------------------------------------------------------------------------- |
| Posadka                                                               | 2                                                                                                 | 2                                                                                                 | 2                                                                                                 |
| Kapaciteta sedežev                                                    | 200 (2-razreda) 239 (1-razred)                                                                    | N/A                                                                                               | 243 (2-razreda) 289 (1-razred)                                                                    |
| Kapaciteta tovora                                                     | 43,3 m3 (1.530 cu ft)                                                                             | 43,3 m3 (1.530 cu ft)                                                                             | 43,3 m3 (1.530 cu ft)                                                                             |
| Dolžina                                                               | 47,32 m (155 ft 3 in)                                                                             | 47,32 m (155 ft 3 in)                                                                             | 54,47 m (178 ft 8 in)                                                                             |
| Razpon kril                                                           | 38,05 m (124 ft 10 in)                                                                            | 38,05 m (124 ft 10 in)                                                                            | 38,05 m (124 ft 10 in)                                                                            |
| Višina                                                                | 13,56 m (44 ft 6 in)                                                                              | 13,56 m (44 ft 6 in)                                                                              | 13,56 m (44 ft 6 in)                                                                              |
| Površina kril                                                         | 181,25 m2 (1.951,0 sq ft)                                                                         | 181,25 m2 (1.951,0 sq ft)                                                                         | 181,25 m2 (1.951,0 sq ft)                                                                         |
| Naklon kril                                                           | 25°                                                                                               | 25°                                                                                               | 25°                                                                                               |
| Vitkost                                                               | 7.988                                                                                             | 7.988                                                                                             | 7.988                                                                                             |
| Širina kabine                                                         | 3,54 m (11,6 ft)                                                                                  | 3,54 m (11,6 ft)                                                                                  | 3,54 m (11,6 ft)                                                                                  |
| Dolžina kabine                                                        | 36,09 m (118,4 ft)                                                                                | 36,09 m (118,4 ft)                                                                                | 43,21 m (141,8 ft)                                                                                |
| Prazna teža                                                           | 58.440 kg (128.840 lb)                                                                            | 58.440 kg (128.840 lb)                                                                            | 64.590 kg (142.400 lb)                                                                            |
| Maks vzletna teža MTOW                                                | 115.680 kg (255.030 lb)                                                                           | 115.680 kg (255.030 lb)                                                                           | 123.600 kg (272.500 lb)                                                                           |
| Vzletna razdalja pri MTOW, na nivoju morja, ISA, RB211-535E4B motorji | 1.980 m (6.500 ft)                                                                                | 1.980 m (6.500 ft)                                                                                | 2.380 m (7.810 ft)                                                                                |
| Potovalna hitrost                                                     | M = 0,80 (530 milj na uro, 458 vozlov, 850 km/h na potovalni višini 35,000 čevljev oz. 10,66 km)1 | M = 0,80 (530 milj na uro, 458 vozlov, 850 km/h na potovalni višini 35,000 čevljev oz. 10,66 km)1 | M = 0,80 (530 milj na uro, 458 vozlov, 850 km/h na potovalni višini 35,000 čevljev oz. 10,66 km)1 |
| Dolet                                                                 | 3,900 nmi (7.222 km) 4.100 nmi (7.600 km) z wingleti                                              | 3.150 nmi (5.834 km)                                                                              | 3.395 nmi (6.287 km) 3.595 nmi (6.658 km) z wingleti                                              |
| Maks. količina goriva                                                 | 11.489 US gal (43.490 L)                                                                          | 11.276 US gal (42.680 L)                                                                          | 11.466 US gal (43.400 L)                                                                          |
| Največja višina leta                                                  | 42.000 ft (12.800 m)                                                                              | 42.000 ft (12.800 m)                                                                              | 42.000 ft (12.800 m)                                                                              |
| Motorji (×2)                                                          | Rolls-Royce RB211 Pratt & Whitney PW2037 PW2040                                                   | Rolls-Royce RB211 Pratt & Whitney PW2037 PW2040                                                   | Rolls-Royce RB211 Pratt & Whitney PW2037 PW2040 PW2043                                            |
| Potisk motorjev (×2)                                                  | PW: 36.600–42.600 lbf (162,8–189,4 kN) RR: 37.400–43.500 lbf (166–193,5 kN)                       | PW: 36.600–42.600 lbf (162,8–189,4 kN) RR: 37.400–43.500 lbf (166–193,5 kN)                       | PW: 36.600–42.600 lbf (162,8–189,4 kN) RR: 37.400–43.500 lbf (166–193,5 kN)                       |

Viri: Boeing 757 airport planning report, Boeing 757 specifications and Boeing 757 winglet data